# يوكي كاجي
يوكي كاجي  (梶裕貴 كاجي يوكي) هو مؤدي أصوات ياباني ولد في 3 سبتمبر 1985 في طوكيو.

## أدواره في الأنمي

### مسلسلات أنمي تلفزيونية
- الخادم الأسود - فينيان/فيني
- الخادم الأسود II - فينيان/فيني
- الخادم الأسود: كتاب السيرك - فينيان
- الخادم الأسود: فصل المدرسة العامة - فيني
- الخادم الأسود: فصل الساحرة الزمردية - فيني
- فايري تايل - ليون باستيا
- دورارارا!! - والكر يوماساكي
- دورارارا!! ×2 المقدمة - والكر يوماساكي
- دورارارا!! ×2 المنتصف - والكر يوماساكي
- دورارارا!! ×2 الخاتمة - والكر يوماساكي
- يوزاكورا كوارتيت - أكينا هيزومي
- نادي مضيفي ثانوية أوران - تشيكاغي أوكيو
- أوفر درايف - ميكوتو شينوزاكي
- الرمية الكبرى: بطولة الصيف - شون
- أوكامي-سان و رفاقها السبعة - سابورو نيكوميا
- ستار درايفر - تاكيو تاكومي
- إينازوما اليفن - فودو أكيو ، إيتشينوسي كازويا
- صاحب التعاويذ الأزرق - كونيكومارو ميوا
- صاحب التعاويذ الأزرق: ملك كيوتو الملوث - كونيكومارو ميوا
- ديدمان وندرلاند - يو تاكامي
- NO.6 - شيون
- روكيوبو! - سوبارو هاسيغاوا
- روكيوبو! SS - سوبارو هاسيغاوا
- غيلتي كراون - شو أوما
- أن-غو - كاتب الروايات
- البدلة المتنقلة جاندام إيج - ماسيل بويد
- شاكوغان نو شانا III(فاينل) - ساوث فالي
- أكسل وورلد - هارويوكي أريتا/سيلفر كرو
- ماغي: The Labyrinth of Magic - علي بابا سالوجا
- ماغي: The Kingdom of Magic - علي بابا سالوجا
- كيه - تاتارا توتسوكا
- هجوم العمالقة - إرين ييغر
- هجوم العمالقة Season 2 - إيرين ييغر
- هجوم العمالقة Season 3 - إيرين ييغر
- هجوم العمالقة The final season - إيرين ييغر
- هجوم العمالقة: الثانوية - إيرين ييغر
- الأمير المنحرف والقطة العابسة - يوتا يوكوديرا
- عاصفة زيتسوين - ميغومو هانيمورا
- جاليلي دونا - جاليليو جاليلي
- فالفريف الثوري - كو-فير
- نيسيكوي - شو مايكو
- نيسيكوي: - شو مايكو
- نوراغامي - يوكيني
- نوراغامي ARAGOTO - يوكيني
- سبيس داندي - برينس
- بلاك بوليت - رينتارو ساتومي
- هاي سكول DxD - إيسّي هيودو
- هاي سكول DxD نيو - إيسّي هيودو
- هاي سكول DxD بورن - إيسّي هيودو
- هاي سكول DxD هيرو - إيسّي هيودو
- جولة الربيع الأزرق - كو مابوتشي
- الخطايا السبع المميتة - ميليوداس
- الخطايا السبع المميتة: تلميحات الحرب المقدسة - ميليوداس
- الخطايا السبع المميتة: إعادة إحياء الوصايا - ميليوداس، زيلدريس
- الخطايا السبع المميتة: غضب الحراس - ميليوداس، زيلدريس
- الخطايا السبع المميتة: قضاء الغضب - ميليوداس، زيلدريس
- يواموشي بيدال - شونيا أريمارو
- باراكامون - كوسكي كانزاكي
- طوكيو غول - أياتو كيريشيما
- طوكيو غول A√ - أياتو كيريشيما
- طوكيو غول:re - أياتو كيريشيما
- هايكيو!! - كينما كوزومي
- وورلد تريغر - أوسامو ميكومو
- أص الديناري - مي ناروميا
- فافنر في السماء الزرقاء EXODUS - أكيرا نيشيو
- كذبتك في أبريل - تاكيشي آيزا
- بطولات أرسلان - هيلميس
- بطولات أرسلان: رقصة الرياح المغبرة - هيلميس
- لوبين الثالث: المرأة المسماة فوجيكو ميني - أوسكار
- جبهة حاجز الدم - مارتن
- ون بنش مان - سونيك ذو سرعة الصوت
- بادي كومبليكس - فروم فانتاري
- أوشيو و تورا - جورو
- بلياديس نهاية اليوم الدراسي - زميل ميناتو
- بوكيمون بلاك/وايت - فيرجيل
- بوكيمون إكس/واي - كليمونت، طرطور
- مغامرة جوجو الغريبة: الماس لا ينكسر - كويتشي هيروسي
- مغامرة جوجو الغريبة: الرياح الذهبية - كويتشي هيروسي
- إيس أتورني - فينيكس رايت
- كيزناييفر - كاتسوهيرا أغاتا
- كابانيري الحصن الحديدي - تاكومي
- أكاديميتي للأبطال - شوتو تودوروكي
- مونونوكيان النكد - هاناي أشيا
- ديمنشن دبليو - هاروكا سيماير
- لعبة الجوكر - هاتانو
- سيراف النهاية - شاهال
- أوكالتيك ناين - يوتا غامون
- دايف!! - توموكي ساكاي
- سايوكي RELOAD BLAST - تامورو
- يوكيو هولدر! - غينغورو ماكابي
- غارو: فانيشينغ لاين - ريكاردو
- شوكوغكي نو سوما: الطبق الثالث - تيرونوري كوغا
- شوكوغكي نو سوما: الطبق الثالث: قطار توتسوكي - تيرونوري كوغا
- شوكوغكي نو سوما: الطبق الرابع - تيرونوري كوغا
- سيد الدعابة تاكاجي-سان - نيشيكاتا-كن
- هاكاتا تونكوتسو رامنز - لين شانمينغ
- ميزان نيل أدميراري - هاياتو أوزاكي
- الحب صعب على الأوتاكو - ناويا نيفوجي
- بوبتيبيبيك - بيبيمي (الحلقة 6B)
- مجموعة جونجي إيتو - ريو تسوكانو
- حرب الكواكب: الأطروحة الجديدة - جواد
- سيرفامب - كورو
- متاعب سايكي كوسوؤو - توما أكيتشي
- لورد أوف فيرميليون: الملك القرمزي - تشيهيرو كامينا
- أنسامبل ستارز! - ماو إيسارا
- أهيرو نو سورا - سورا كوروماتاني
- ميكس - توما تاتشيبانا
- كارول آند تيوزداي - جوشوا
- باك آرو - باك آرو
- دوروهيدورو - 13
- داي الشجاع (2020) - هيونكل
- بيستارز - بينا
- ساموراي الجمباز - تيتسوؤو مينامينو
- بانانيا - بانانيا

### أنمي الإنترنت
- سوشي نينجا - إيكورا
- بي البداية - كوكو
- بي البداية: الخلافة - كوكو

### أوفا أنمي
- إير جير: الأجنحة السوداء و غابة النوم Break on the sky - كانون
- الخادم الأسود: كتاب القتل - فينيان/فيني
- هجوم العمالقة: زوار مفاجئون - إيرين ييغر
- هجوم العمالقة: محنة - إيرين ييغر
- روهان كيشيبي لا يتحرك - كويتشي هيروسي

### أفلام أنمي
- إينازوما إليفن: هجوم الجيش الأقوى أوغر - كازويا إيتشينوسي
- سلسلة أفلام توا نو كوؤن
  - توا نو كوؤن: الفصل الثاني «رقصة الفوضى» - كاورو
- سلسلة أفلام بيرسيرك: العصر الذهبي
  - بيرسيرك: العصر الذهبي I بيضة الحاكم - جودو
  - بيرسيرك: العصر الذهبي II معركة دولدراي - جودو
  - بيرسيرك: العصر الذهبي III النزول - جودو
- فافنر في السماء الزرقاء HEAVEN AND EARTH - أكيرا نيشيو
- سلسلة أفلام بوكيمون
  - فيلم بوكيمون: ديانسي و شرنقة الدمار - كليمونت
  - فيلم بوكيمون: هوبا و صراع الأزمنة - كليمونت
  - فيلم بوكيمون: فولكانيون و الأعجوبة الميكانيكية - كليمونت
- الخادم الأسود: كتاب الأطلنتيك - فينيان/فيني
- بلام! - أتسوجي
- بينو: ربيع السابعة عشر - مارو فوجيدا
- ثلاثية أفلام غودزيلا
  - غودزيلا: كوكب الكايجو - أدام بينديوالد
  - غودزيلا: مدينة على شفير القتال - أدام بينديوالد
- العضو القاتل - أليكس
- ماكيا: عندما تزهر زهرة الوعد - كريم
- باتمان النينجا - روبن
- أكاديميتي للأبطال ذا موفي: البطلين - شوتو تودوروكي
- أكاديميتي للأبطال ذا موفي: هيروز: رايزينغ - شوتو تودوروكي
- الخطايا السبع المميتة: أسرى السماء - ميليوداس
- الخطايا السبع المميتة: الملعونون من قبل النور - ميليوداس، زيلدريس
- سيرفامب Alice in the Garden - كورو
- بيسميكر كوروغاني: الإيمان - إيتشيمورا تيتسونوسكي
- بيسميكر كوروغاني: الصديق - إيتشيمورا تيتسونوسكي
- فيلم الإكسورسيست الأزرق - كونيكومارو ميوا
- طفلة الطقس - المحقق تاكاي
- كابانيري الحصن الحديدي: معركة أوناتو - تاكومي
- غانتز:O - كي كورونو
- ني نو كوني - داندي
- أكسل وورلد: إنفينيت برست - هارويوكي أريتا

## أدواره في ألعاب الفيديو
- فاينل فانتسي XIII - هوب إستهايم
- بيرسونا Q شادو أوف ذا لابيرينث - زين
- الخطايا السبع المميتة: أنجاست سن - ميليوداس
- ذا سفن ديدلي سنز: نايتس أوف بريتانيا - ميليوداس
- هايرول واريورز - لينك
- جوجوز بيزار أدفنتشر: أول ستار باتل - جوني جوستار
- جوجوز بيزار أدفنتشر: آيز أوف هيفن - جوني جوستار
- أكاديميتي للأبطال: باتل فور أول - شوتو تودوروكي
- ماي هيرو ونز جاستيس - شوتو تودوروكي
- ماي هيرو ونز جاستيس 2 - شوتو تودوروكي
- تيلز أوف زيستيريا - إين تالفرين
- سايكو-باس: مانداتوري هابينيس - ألفا
- هايكيو!! رابط! طلة القمة!! - كينما كوزومي
- هايكيو!! كروس تيم ماتش! - كينما كوزومي
- يس VIII: لاكريموسا أوف دانا - أدول كريستين
- أرسلان: ذا واريورز أوف ليجند - هيلميس
- سوبر سماش برذرز ألتميت - البطل (دراغون كويست VIII)
- أتاك أون تايتن: هيومانيتي إن تشينز - إرين ييغر
- أتاك أون تايتن - إرين ييغر
- هجوم العمالقة 2: إحداثيات المستقبل - إرين ييغر
- الإكسورسيست الأزرق: لابيرينث الأوهام - كونيكومارو ميوا

## أدواره في الدبلجة اليابانية
- أسعد فتاة في العالم - Scaredy Bat
- أحبك بيث كوبر - دينيس كوفرمان
- فتاة النميمة - إيريك فان دير وودسن

## روابط أضافية
- يوكي كاجي على موقع IMDb (الإنجليزية)
- يوكي كاجي على موقع ميوزك برينز (الإنجليزية)
- يوكي كاجي على موقع قاعدة بيانات الفيلم (الإنجليزية)
- يوكي كاجي على موقع ANN person (الإنجليزية)
- صفحة بولبابيديا